# Gymnobela dubia
Gymnobela dubia é uma espécie de gastrópode do gênero Gymnobela, pertencente a família Raphitomidae.